# Югжа
Югжа — река в России, протекает по Кесовогорскому и Бежецкому районам Тверской области.
Исток реки находится в лесной местности примерно в 5 км к востоку от Белого Села. Течёт в основном на юг, через деревни: Ночвино, Романцево, Попцово, Хозницы, Веселуха, Пески, Михалево и Бор Михалевский. Устье реки находится в 29 км от устья Дрезны по левому берегу. Длина реки составляет 19 км, площадь водосборного бассейна — 56,2 км².

## Данные водного реестра
По данным государственного водного реестра России относится к Верхневолжскому бассейновому округу, водохозяйственный участок реки — Волга от Иваньковского гидроузла до Угличского гидроузла (Угличское водохранилище), речной подбассейн реки — бассейны притоков (Верхней) Волги до Рыбинского водохранилища. Речной бассейн реки — (Верхняя) Волга до Куйбышевского водохранилища (без бассейна Оки).
Код объекта в государственном водном реестре — 08010100812110000003790.